# غار کنه گرم
غار کنه گرم، واقع در روستای حسن سو و در 50 کیلومتری غرب بجنورد و در کوه آلاداغ قرار دارد. غار کنه گرم در منطقه‌ای موسوم به «مرز خان محمد» واقع شده‌است و به صورت چاهی در دامنه کوه قرار دارد. درون غار ساختارهای استالاگمیت و استالاکتیت وجود دارد. طول این غار 250 متر و عمق آن 70 متر است. کنه گرم در زبان کردی به معنی شکاف یا سوراخ گرم است.